# Khand
Khand es una región de la ficticia Tierra Media creada por el escritor británico J. R. R. Tolkien para ambientar parte de las historias de su legendarium. Se trata de la tierra situada al sureste de Mordor y al este del Cercano Harad habitada por el pueblo de los variags.

## Etimología y significado del nombre
Tolkien nunca explicó el origen o significado del nombre Khand. Sin embargo, dada la importancia que otorgaba a las cuestiones lingüísticas de sus historias y a la elección de nombres ficticios, es muy improbable que el nombre sea casual. Una posible explicación está en la palabra khand, una voz de varios idiomas de la India que significa «reino» o «tierra». Esto podría no ser más que una curiosa coincidencia, pero lo ajustado del significado para un reino sureño de la Tierra Media es evidente, y el uso de idiomas reales para los topónimos es una constante en las historias de Tolkien.

## Geografía ficticia
Los límites de esta región no fueron determinados con exactitud por Tolkien en sus mapas de la Tierra Media. La única frontera precisa es la formada por el extremo oriental de las Ephel Dúath, en la curva que esta cadena toma hacia el noreste. Está situada al sureste de Mordor, al sur de Rhûn y al noreste del Cercano Harad.
La región es una gran meseta esteparia, con amplios espacios abiertos. En esto último guarda cierta similitud con Rohan, pero Khand es una extensión más cálida y seca.

## Historia ficticia

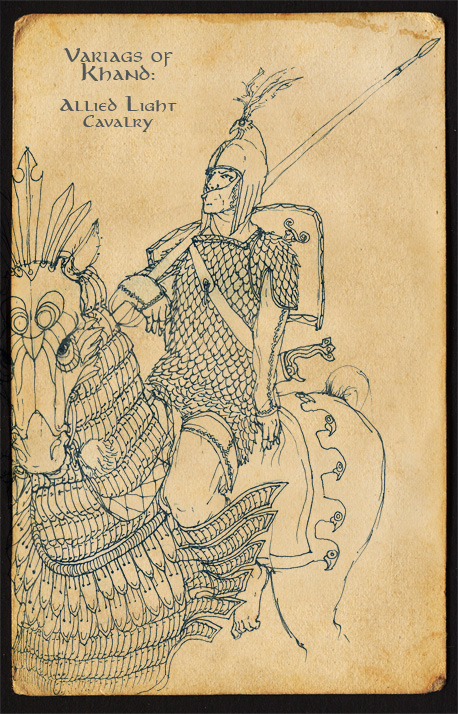
Soldado variag con la impedimenta propia de las tropas auxiliares de caballería ligera.

Poco escribió Tolkien sobre los variags, el pueblo que ocupa Khand, pero por su descripción y forma de combatir parecía concebirlos como un pueblo de jinetes similar a los rohirrim. Khand y los variags se encuentran en la Tercera Edad del Sol bajo la influencia de Mordor: le suministran caballos, y en ocasiones actúan directamente como tropas aliadas. Por dos veces entraron en ese papel en la historia de Gondor: la primera en el año 1944 T. E. cuando atacaron Gondor junto a los aurigas (wainriders en el original). Entraron en Ithilien cruzando el río Poros, pero resultaron derrotados por un ejército de Gondor comandado por el capitán Eärnil, a unas cuarenta millas al norte de los vados del Poros. La segunda ocasión fue durante la Guerra del Anillo, cuando lucharon y murieron en la Batalla de los Campos del Pelennor (3019 T. E.), en la que tuvieron que encarar principalmente a los caballeros gondorianos de Dol Amroth.
Aunque en los textos de Tolkien no se especifica directamente, la continuación más verosímil para la historia de Khand es que cayera bajo la influencia de Gondor durante la Cuarta Edad del Sol y dejara de ser hostil.[cita requerida]